# Варгави
Варгави (груз. ვარგავი) — село в Грузии, на территории Аспиндзского муниципалитета края (мхаре) Самцхе-Джавахети.

## География
Село находится в южной части Грузии, в пределах северо-западной части Ахалкалакского плоскогорья, к северу от реки Паравани, на расстоянии приблизительно 9 километров (по прямой) к юго-востоку от посёлка городского типа Аспиндза, административного центра муниципалитета. Абсолютная высота — 1718 метров над уровнем моря.

## Население
По результатам официальной переписи населения 2014 года, в Варгави проживало 53 человека (29 мужчин и 24 женщины). В национальной структуре населения грузины составляли 100 %.
| Год  | Население, человек |
| ---- | ------------------ |
| 2002 | 105                |
| 2014 | ↘ 53               |